# Sojuz MS-19
Sojuz MS-19 (ryska: Союз МС-19) var en flygning i det ryska rymdprogrammet, till Internationella rymdstationen (ISS). Farkosten sköts upp med en Sojuz-2.1a-raket, från Kosmodromen i Bajkonur, den 5 oktober 2021 och dockade med rymdstationen några timmar senare. Under flygningen spelades en film in.
Flygningen transporterade kosmonauten Anton Sjkaplerov, filmregissören Klim Sjipenko och skådespelaren Julia Peresild till rymdstationen. Och Anton Sjkaplerov, Pjotr Dubrov och Mark T. Vande Hei från rymdstationen.
Farkosten lämnade rymdstationen den 30 mars 2022. Några timmar senare återinträdde den i jordens atmosfär och landade i Kazakstan.

## Besättning
|                | Uppskjutning                                                  | Landning                                                            |
| -------------- | ------------------------------------------------------------- | ------------------------------------------------------------------- |
| Befälhavare    | Anton Sjkaplerov, RSA Hans fjärde rymdfärd Expedition 65 / 66 | Anton Sjkaplerov, RSA Hans fjärde rymdfärd Expedition 65 / 66       |
| Flygingenjör 1 | Klim Sjipenko Hans första rymdfärd                            | Pjotr Dubrov, RSA Hans första rymdfärd Expedition 64 / 65 / 66      |
| Flygingenjör 2 | Julia Peresild Hennes första rymdfärd                         | Mark T. Vande Hei, NASA Hans andra rymdfärd Expedition 64 / 65 / 66 |

## Reservbesättning
| Befälhavare    | Oleg Artemjev, RSA |
| Flygingenjör 1 | Aleksej Dudin      |
| Flygingenjör 2 | Alena Mordovina    |